# 施羅德投資
施羅德投資集團（英語：Schroders plc）是英國一家資產管理公司，總部位於倫敦。其股份在倫敦證券交易所上市，更成為富時100指數成份股。
施羅德有兩類股票：投票權（SDR.L）以及非投票權（SDRt.L）。

## 歷史
約翰·海恩里奇·施羅德（約翰·亨利）和弟弟拍檔，在1804年開始在倫敦闖天下。1818年，約翰·亨利·施羅德公司成立於倫敦。

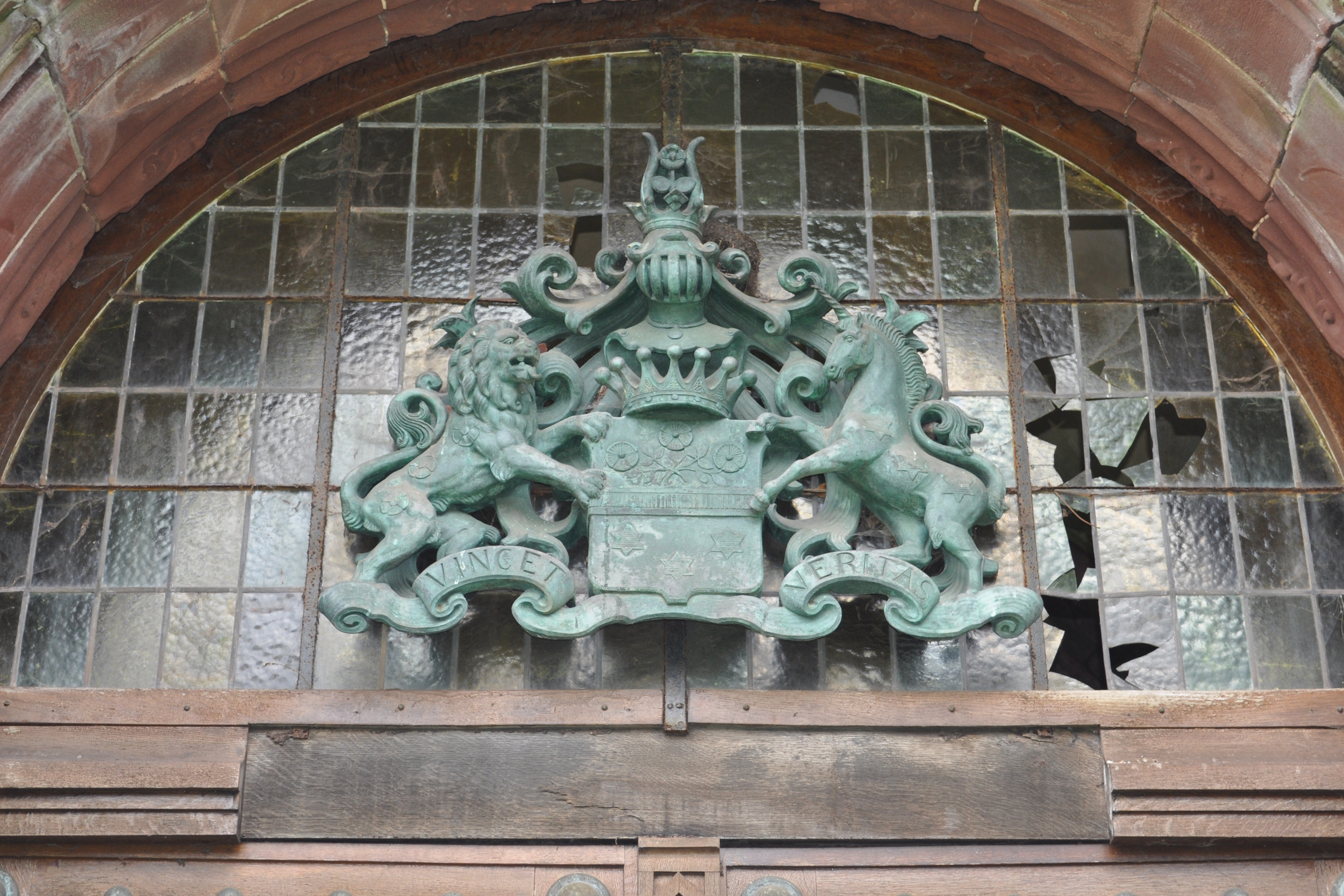
施罗德家纹

1923年，在美國紐約成立施羅德銀行股份有限公司（簡稱施羅德銀行），主要提供商業銀行服務。1959年，約翰·亨利·施羅德股份有限公司在倫敦證券交易所進行公開招股發售。1962年，收購最大經紀商赫蕾柏德·沃克公司。
1986年，正式出售位於美國紐約的施羅德銀行股權，並收購威德敏金融投資銀行的50%股權，集中在倫敦的業務。
施羅德集團在1980年代看準英國政府私營化及威弗爾·貝詩戈夫領導下，大量搶佔商機。1984年，所有施羅德集團（寶源）帶來3,000萬英鎊收入。2000年，以13億英鎊把投資銀行部門出售給花旗集團。2000年至2003年，花旗歐洲的投資銀行部門以施羅德·所羅門·巴密斯-巴尼為名營運。 
2005年8月，在中国与交通银行联合成立交银施罗德基金管理公司，其中施罗德占30%股权，交通银行占65% ，中国国际海运集装箱（集团）占5%。
2022年1月26日，施罗德交银理财有限公司獲准在中華人民共和國開業，它也是第三家获批开业的中外合资理财公司。

## 業務與營收
主要提供客戶投資企業、保險公司、本地及公眾認可的慈善機構、保本基金、高增值及零售等。目前在26個國家設有35個辦事處，遍滿全球。主要營業範圍是英國、歐洲、美國、日本等長期性資產管理服務，以及快速增值的新興市場，如中東、亞太及拉丁美洲等。
截至2006年12月31日財政年底，稅前利潤為2.9億英鎊，總收入為9.7億英鎊以及淨利潤為2.2億英鎊。

## 前僱員

### 商界
- 喬弗里·貝爾 - 天達金融董事長（1987年至1993年）及第30代集團創辦人
- 威弗爾·貝詩戈夫爵士 - 花旗集團董事長（2007年至今）
- 安德魯·健德 - 經濟學人編輯（1974年至1986年）

### 政治及大眾服務
- 第十三代伯爵大衛·奧利 - 卡伯萊勳爵（1984年至1997年）
- 戈頓·理察森 - 英倫銀行總裁（1973年至1983年）
- 詹姆斯·沃爾芬森 - 世界銀行總裁（1995年至2005年）
- 彭勵治爵士（1994年仙遊）[3]- 財政司司長（1981年至1986年）

### 其他
- 艾利·洛克菲勒 - 洛克菲勒家族成員

## 延伸閱讀
- Schroders, Merchants & Bankers by Richard Roberts: published by Macmillan Press Ltd 1992

## 外部連結
- 施羅德網站 （页面存档备份，存于）
- 施羅德台灣 （页面存档备份，存于）
- 施羅德香港 （页面存档备份，存于）
- 施羅德中國 （页面存档备份，存于）
- 說的重點 （页面存档备份，存于）